# Ремез сірий
Ремез сірий (Anthoscopus caroli) — вид горобцеподібних птахів родини ремезових (Remizidae).

## Поширення
Вид поширений в Центральній, Східній та Південній Африці. Він трапляється в Анголі, Ботсвані, Бурунді, Республіці Конго, Демократичній Республіці Конго, Кенії, Малаві, Мозамбіку, Намібії, Руанді, ПАР, Есватіні, Танзанії, Уганді, Замбії та Зімбабве.

## Опис
Дрібний птах, завдовжки 8-9 см, вагою 6,5 г. Один з найменших видів птахів в Африці.

## Спосіб життя
Ремез сірий мешкає у сухих луках, сухих та вологих саванах. Основу раціону складають комахи.